# Bonstetten, Augsburg
Bonstetten là một đô thị ở huyện Augsburg bang Bayern nước Đức. Đô thị Bonstetten, Augsburg có diện tích 6,71 km², dân số thời điểm ngày 31 tháng 12 năm 2006 là 1221 người.